# Дивна війна
«Дивна війна» («Сидяча війна») (фр. Drôle de guerre, англ. Phony War, нім. Sitzkrieg) — період Другої світової війни з 3 вересня 1939 року по 10 травня 1940 року на Західному фронті. Ця назва була прийнятою в СРСР офіційною державною історіографією Другої світової війни.
Вперше назва Phony War (укр. фальшива, несправжня війна) була використана американськими журналістами 1939 року. Авторство французького відповідника Drôle de guerre (укр. дивна війна) належить перу французького журналіста Ролана Доржелеса. Таким чином було підкреслено характер бойових дій між ворожими сторонами — майже повна їхня відсутність (за винятком бойових дій на морі). Сторони протистояння вели лише бої місцевого значення на французько-німецькому кордоні, переважно перебуваючи під захистом оборонних ліній Мажіно і Зігфріда.
Період «Дивної війни» повною мірою було використано німецьким командуванням як стратегічну паузу. Це дозволило Третьому Рейху успішно завершити Польську кампанію, реалізувати план окупації Данії і Норвегії, а також підготувати вторгнення до Французької республіки.

## Передумови

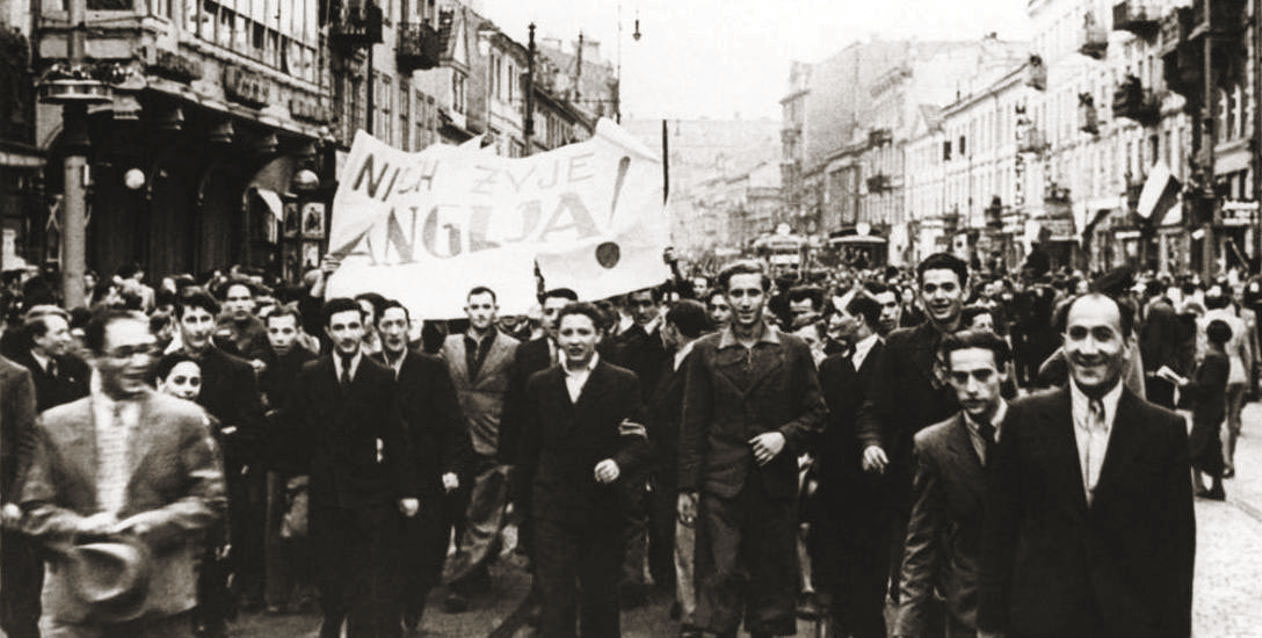
Жителі Варшави у святковій демонстрації під британським посольством відразу після оголошення Великою Британією стану війни з Німеччиною

Після отримання влади Адольф Гітлер почав реалізовувати ідею об'єднання всіх германців у єдину державу. Спираючись на військову силу та дипломатичний тиск, у березні 1938 року Німеччина безперешкодно приєднала Австрію, а у жовтні 1938 року в результаті Мюнхенської угоди анексувала Судетську область, що належала Чехословаччині.
21 березня 1939 року Німеччина почала вимагати від Польщі повернути їй місто Данциг і відкрити «польський коридор» (створений після Першої світової війни з колишніх німецьких територій для забезпечення виходу Польщі до Балтійського моря, що відокремив Східну Пруссію від Німеччини, перетворивши її на ексклав). Польща відкинула всі вимоги Німеччини. У відповідь 28 березня 1939 року Гітлер розірвав Пакт про ненапад з Польщею, який було укладено в січні 1934 року.
31 березня 1939 року прем'єр-міністр Великої Британії Чемберлен від імені англійського та французького урядів заявив, що буде надавати Польщі всю можливу допомогу, якщо її безпеці буде загроза. Одностороння англійська гарантія Польщі 6 квітня була замінена попередньою двосторонньою угодою про взаємну допомогу між Англією і Польщею.
15 травня 1939 року було підписано польсько-французький протокол, відповідно до якого французи обіцяли розпочати наступ протягом 2-х тижнів після мобілізації.
25 серпня 1939 року у Лондоні остаточно був оформлений і підписаний англо-польський союз у вигляді Угоди про взаємну допомогу і секретного протоколу.

Стаття перша англо-польської Угоди про взаємну допомогу проголошувала: 
«У випадку якщо одна з Договірних сторін розпочне воєнні дії з європейською державою внаслідок агресії, вчиненої останньою проти зазначеної Договірної сторони, інша Договірна сторона негайно надасть Договірній стороні, залученій у воєнні дії, всю необхідну від неї підтримку та допомогу.»
 Під «європейською державою», як випливало із секретного протоколу, малася на увазі Німеччина.
1 вересня 1939 року німецькі війська перетнули кордон із Польщею. Відповідно до попередніх домовленостей у цей же день у Франції було оголошено мобілізацію.

## Початок війни

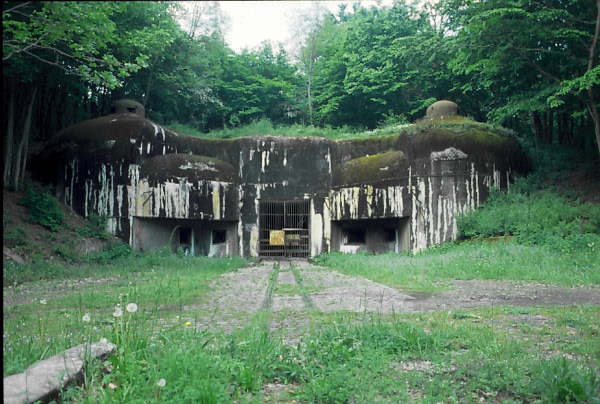
Форт на лінії Мажино

3 вересня 1939 року Велика Британія (о 5:00) і Франція (об 11:00) оголосили війну Німеччині. Вже постфактум 4 вересня було укладено франко-польську угоду. Польський посол у Франції після цього почав наполягати на негайному загальному наступі.
У той же день, 4 вересня 1939 року, представники Великої Британії, начальник імперського генерального штабу генерал Едмунд Вільям Айронсайд і головний маршал авіації Сіріл Ньюелл прибули до Франції для переговорів із французьким генеральним штабом. Попри численні попередні наради об'єднаного комітету штабів, які відбувалися з кінця березня, на початок вересня ще не було скоординованого плану дій з надання допомоги полякам.
Наступного дня Айронсайд і Ньюелл доповідали кабінету міністрів, що після завершення мобілізації своїх армій головнокомандувач французькою армією Гамелен збирався орієнтовно 17 вересня «натиснути на лінію Зигфріда» і перевірити міцність її оборони. У доповіді однак зазначалося, що «Гамелен не має наміру ризикувати дорогоцінними дивізіями при необачному наступі на настільки укріплені позиції».
Ситуація на фронті була такою. У вересні 1939 року з початком Польської кампанії французи та англійці на Західному фронті мали 110 дивізій проти 33 німецьких.
Довжина північного кордону Франції становила 804,67 км, наступальні дії французи могли вести тільки на вузькій ділянці завширшки 144,84 км від Рейну до Мозеля. В іншому випадку Франція порушувала б нейтралітет Бельгії і Люксембургу. Німці змогли зосередити найбоєздатніші дивізії на цій вузькій ділянці та прикрили підходи до лінії Зигфріда мінними полями. У такий спосіб наступальні дії французьких військ були значно ускладнені.

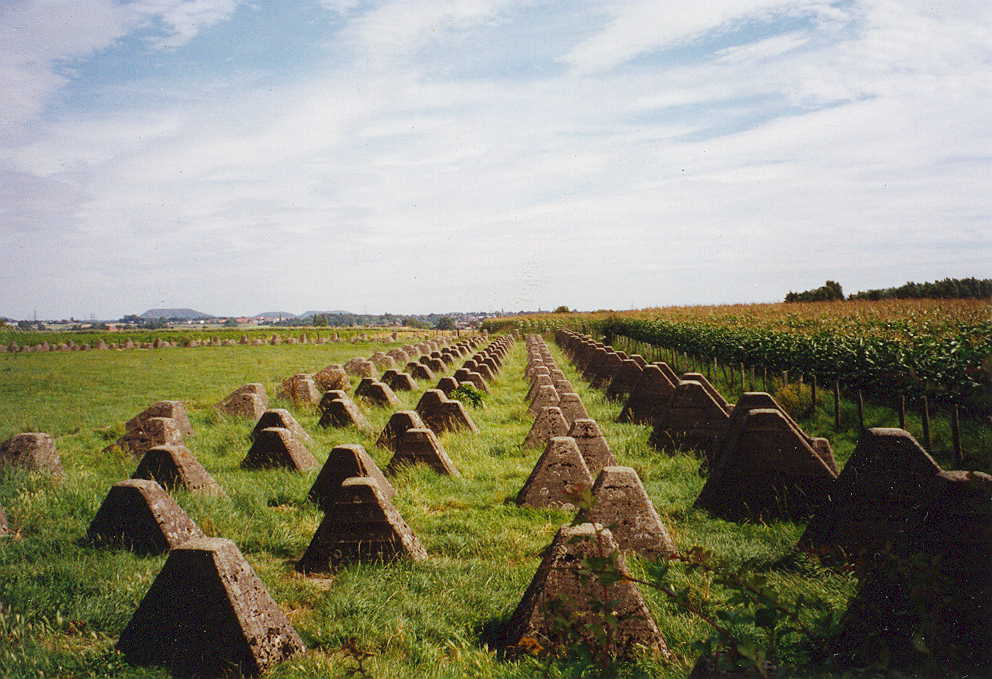
Лінія Зигфріда — протитанковий бар'єр на лінії Аахен-Саарбрюкен

Однак важливішим виявилося те, що французи не змогли почати наступальну операцію до 17 вересня. До того часу франко-німецьке протистояння обмежувалося боями місцевого значення. Нездатність Франції раніше завдати удару пояснювалася застарілою мобілізаційною системою: сформовані з'єднання не встигали пройти належної підготовки. Іншою причиною затримки було те, що французьке командування дотримувалося застарілих поглядів на ведення війни, вважаючи, зокрема, що будь-якому наступу, як і в роки Першої світової війни, мала передувати потужна артилерійська підготовка. Однак більша частина важкої артилерії французької армії перебувала у консервації, і її не можна було підготувати раніше, ніж на п'ятнадцятий день після оголошення мобілізації.
Стосовно допомоги Великої Британії, то було зрозуміло, що перші дві дивізії англійського експедиційного корпусу могли прибути на континент лише на початку жовтня, ще дві — у другій половині жовтня. На інші англійські дивізії розраховувати не доводилося. Для французів це також слугувало підставою не починати наступальних дій.
До 17 вересня крах Польщі став настільки очевидний, що, зважаючи на усі вище зазначені причини, у французів з'явилося виправдання для перегляду своїх намірів щодо активного ведення війни.
Німецька армія також не поспішала починати повномасштабну війну на Західному фронті. У «Розпорядженні головнокомандувача військовими силами Адольфа Гітлера щодо нападу на Польщу (від 31.08.1939)» говорилося таке:
| «3) Im Westen kommt es darauf an, die Verantwortung für die Eröffnung von Feindseligkeiten eindeutig England und Frankreich zu überlassen. Geringfügigen Grenzverletzungen ist zunächst rein örtlich entgegen zu treten…                                                      | »3) На заході відповідальність за розв'язання війни варто цілком покласти на англійців і французів. На незначні порушення кордонів потрібно спочатку відповісти діями суто місцевого порядку…                                         |
| Die deutsche Westgrenze ist zu Lande an keiner Stelle ohne meine ausdrückliche Genehmigung zu überschreiten. Zur See gilt das gleiche für alle kriegerischen oder als solche zu deutenden Handlungen.                                                                         | Німецький сухопутний кордон на заході не має бути порушено у жодному пункті без мого особливого дозволу. Те ж стосується всіх військово-морських операцій, а також до інших дій на морі, які можуть розцінюватися як воєнні операції. |
| Die defensiven Massnahmen der Luftwaffe sind zunächst auf die unbedingte Abwehr feindl. Luftangriffe an der Reichsgrenze zu beschränken… | Дії військово-повітряних сил повинні насамперед обмежуватися протиповітряною обороною державних кордонів від нальотів авіації супротивника…                                                                                           |
| 4) Eröffnen England und Frankreich die Feindseligkeiten gegen Deutschland, so ist es Aufgabe der im Westen operierenden Teile der Wehrmacht, unter möglichster Schonung der Kräfte die Voraussetzungen für den siegreichen Abschluss der Operationen gegen Polen zu erhalten… | 4) Якщо Англія й Франція почнуть воєнні дії проти Німеччини, то завдання розташованих на Заході збройних сил буде полягати у тому, щоб шляхом збереження сил забезпечити передумови для переможного завершення операцій проти Польщі… |
| Das Heer hält den Westwall und trifft Vorbereitungen, dessen Umfassung im Norden…" | Сухопутні сили утримують Західний вал і готуються до запобігання його обходу з півночі…" |

Для виконання цього завдання група армій «C» під командуванням генерал-полковника Вільгельма Ріттера фон Лееба мала у розпорядженні 8 кадрових і 25 резервних та ландверних дивізій. Останні не можна було вважати повністю боєздатними ні з огляду на технічне оснащення, ні з огляду на їхню бойову підготовку. Танкових з'єднань група армій «С» не мала. Західний вал (лінія Зігфріда) значно поступався у потужності лінії Мажино і частково ще добудовувався, тому не міг компенсувати недостатню кількість сил. Останні були розгорнуті таким чином: 7-ма армія (командувач генерал артилерії Долльман) уздовж Рейну від Базеля до Карлсруе, 1-ша армія (командувач генерал-полковник Ервін фон Віцлебен) — від Рейну до люксембурзького кордону. Невелика армійська група «А» під командуванням генерала від інфантерії барона Курта фон Гаммерштейна охороняла кордони з нейтральними державами до міста Везель.

## Дії на Західному фронті

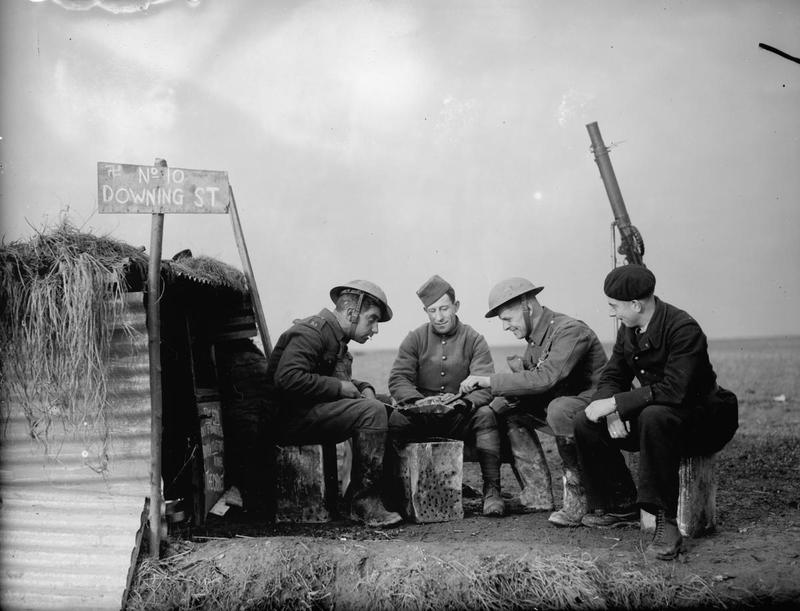
28 листопада 1939 року: Солдати британського експедиційного корпусу і французьких ВПС на лінії фронту. Жартівливий напис над бліндажем «10 Downing Street» — адреса резиденції британського прем'єр-міністра.

З початку війни французи обмежилися декількома атаками місцевого значення у районі Західного вала. При будівництві захисного бар'єру німці не дотримувались природної кривизни кордонів, тому лінія укріплень в деяких місцях являла собою пряму. Крім того німецьким військам було наказано проводити лише захист лінії Зигфріда і не вступати у затяжні бойові дії. 13 вересня 1939 року французи зуміли порівняно легко захопити дві виступаючі вперед ділянки — ділянку «Варндт» західніше Саарбрюкена і виступ кордону між Саарбрюкеном і Пфальцьким лісом.
Коли після закінчення війни з Польщею стала помітною передислокація німецьких з'єднань зі Східного на Західний фронт, французи, починаючи з 3 жовтня, звільнили більшу частину захопленої ними прикордонної зони та відійшли до державного кордону, а частково і за нього. За свідченням німецьких військових, вони були здивовані погано підготовленими (з інженерного погляду) польовими позиціями, які залишили французи.

### Дії французів
Згідно франко-польському військовому договору, зобов'язання французької армії полягала в тому, щоб почати підготовку до великого наступу через 3 дні після початку мобілізації. Французькі війська повинні були захопити район між французьким кордоном і німецькою лінією оборони і провести розвідку боєм. На 15 день мобілізації (тобто на 16 вересня) мета французької армії полягала в тому, щоб почати повномасштабний наступ на Німеччину. Попередня мобілізація була розпочата у Франції 26 серпня, а 1 вересня була оголошена повномасштабна мобілізація.
Французький наступ в районі долини річки Рейн почався 7 вересня, через 4 дні після оголошення Францією війни Німеччині. У цей момент сили вермахту були зайняті в наступальній операції в Польщі, і французи мали велику кількісну перевагу уздовж кордону з Німеччиною. Однак дії французької армії не принесли полегшення полякам, та й самі французи виявилися в небезпечному становищі, не добившись великих успіхів. Так, поблизу Саарбрюккена відразу одинадцять дивізій штурмували позиції німців, прорвавшись на 32 кілометри вперед. Всього французам вдалося взяти за тиждень 12 населених пунктів. Однак німці, без втрат здавши міста, тим самим ввели французів в оману, накопичуючи сили. Поступово німці стали контратакувати: 10 вересня французи відбили першу атаку поблизу Апах. Проте, наступ продовжилося аж до захоплення Варндтського лісу. У цій операції піхота зазнала важких втрат від протипіхотних мін, і французьке наступ видихнувся. Французька армія навіть не добралася до Західного валу. 12 вересня англо-французька верховна військова рада зібралася вперше в Аббевілле у Франції. Було вирішено, що всі наступальні дії повинні були бути припинені негайно.
Операція не призвела до передислокації німецьких військ з Польщі. Польща не була повідомлена про рішення призупинити наступ. Замість цього Гамелен повідомив маршалу Едварду Ридз-Смігли, що половина його дивізій вступили в бій з противником, і про те, що французькі успіхи змусили вермахт вивести принаймні 6 дивізій з Польщі. Наступного дня командир французької військової місії в Польщі Луї Форі повідомив польському начальнику штабу генералу Вацлаву Стахевічу, що планований повномасштабний наступ на західному фронті довелося перенести з 17 вересня на 20 вересня. Запланований повномасштабний наступ на Німеччину мав здійснюватися 40 дивізіями, в тому числі однієї бронетанковою дивізією, трьома механізованими дивізіями, 78 артилерійськими полками і 40 танковими батальйонами, проте через безнадійне становище Польщі на 17 вересня воно було скасовано.
Контрнаступ німців 16 і 17 жовтня дозволив Німеччині повернути території, втрачені під час Саарської операції. Французькі війська повернулися за лінію Мажино. Так почалася Дивна війна.

### Дії британців
Англійці до середини жовтня чотирма дивізіями (два армійських корпуси) зайняли позиції на бельгійсько-французькому кордоні між містами Мольд і Байель, досить далеко від лінії фронту. У цьому районі проходив майже суцільний протитанковий рів, що прикривався вогнем дотів. Ця система укріплень будувалась як продовження лінії Мажино на випадок прориву німецьких військ через Бельгію.
28 жовтня 1939 року військовий кабінет затвердив стратегічну концепцію Великої Британії. Начальник британського генерального штабу генерал Айронсайд дав цій концепції таку характеристику: «пасивне очікування з усіма хвилюваннями та тривогами, які з цього випливають».

Після цього на Західному фронті встановився повний затишок. Французький кореспондент Ролан Доржелес, який перебував на лінії фронту, писав: 
«…я був здивований спокоєм, що там панував. Артилеристи, які розташувалися на Рейні, спокійно дивилися на німецькі поїзди з боєприпасами, що курсують на протилежному березі, наші льотчики пролітали над паруючими трубами заводів Саару, не скидаючи бомб. Очевидно, головна турбота вищого командування полягала в тому, щоб не турбувати супротивника»
21 листопада 1939 року уряд Франції створив у збройних силах «службу розваг», на яку покладалася організація дозвілля військовослужбовців на фронті. 30 листопада парламент обговорив питання про додаткову видачу солдатам спиртних напоїв, 29 лютого 1940 року прем'єр-міністр Даладьє підписав декрет про скасування податків на гральні карти, «призначені для діючої армії». Через деякий час було ухвалене рішення закупити для армії 10 тисяч футбольних м'ячів.
У грудні 1939 року у Франції була сформована п'ята дивізія англійців, а в перші місяці 1940 року з Англії прибуло ще п'ять дивізій, таким чином британський експедиційний корпус збільшився до 10 дивізій. У тилу англійських військ було створено майже 50 аеродромів із цементними злітно-посадковими смугами, але замість бомбардування німецьких позицій, англійські літаки розкидали над лінією фронту агітаційні листівки.
Стратегічна пауза повною мірою була використана німецьким генеральним штабом для підготовки повномасштабного вторгнення до Бельгії, Голландії, Люксембургу та Франції.

## План вторгнення у Францію

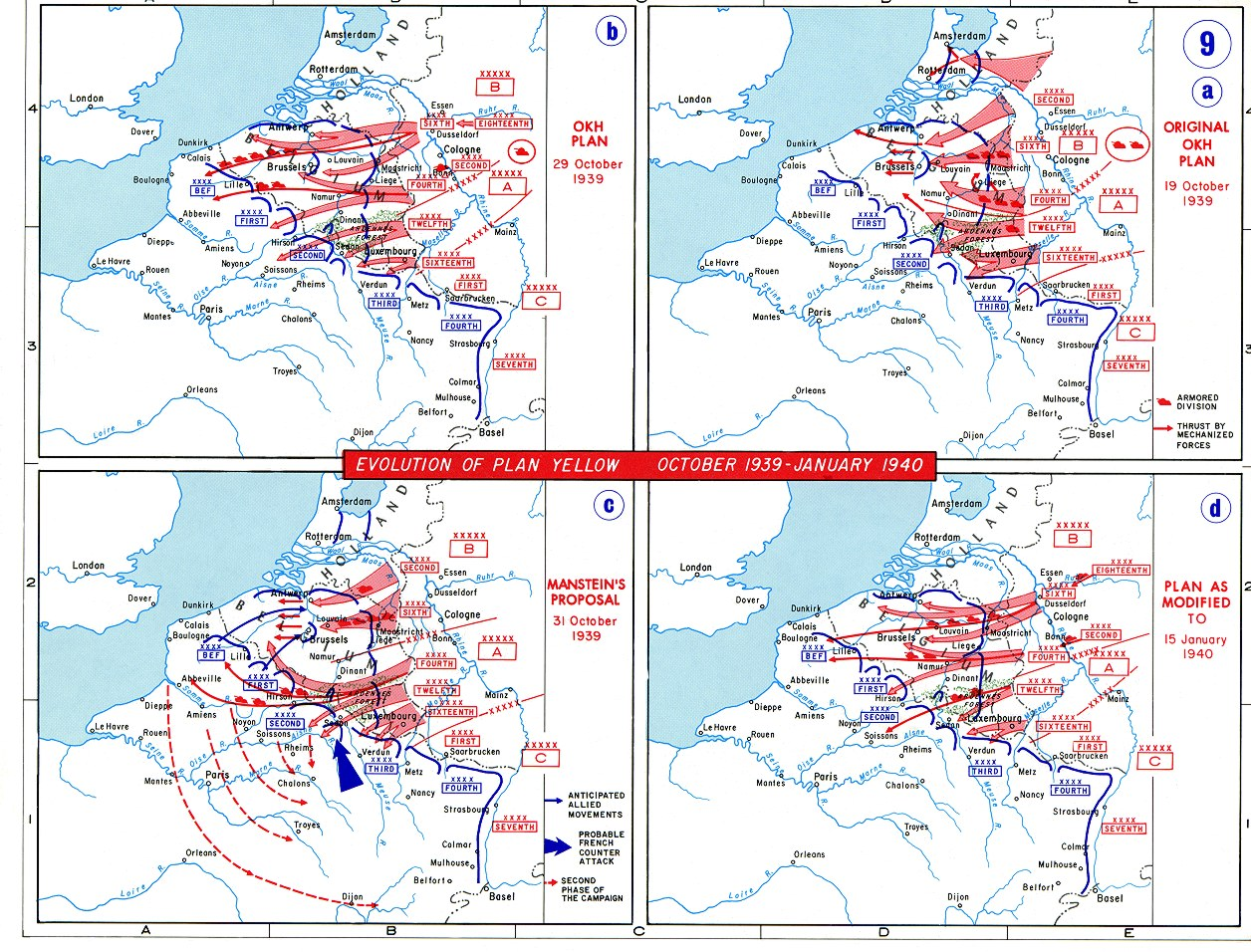
Зміни в плані «Гельб» в період з 10 жовтня 1939 року по 15 січня 1940 року

27 вересня 1939 року на нараді головнокомандуючих видами збройних сил і їхніх начальників штабів Гітлер наказав негайно готувати наступ на заході: «Мета війни — поставити Англію на коліна, розгромити Францію». Проти виступили головнокомандувач сухопутними військами Браухіч і начальник генерального штабу Гальдер. (Вони навіть підготували план усунення Гітлера від влади, але, не отримавши підтримки командуючого армією резерву генерала Фромма, відмовились від нього).
Вже 6 жовтня 1939 року німецькі війська остаточно завершили окупацію Польщі, а 9 жовтня командуючим видами збройних сил Браухічу, Герінгу і Редеру була надіслана «Пам'ятна записка і провідні вказівки щодо ведення війни на Заході». У цьому документі на основі концепції «блискавичної війни» визначалися стратегічні цілі майбутньої кампанії. Тут же зазначалося, що німецькі війська будуть наступати на заході, попри нейтралітет Бельгії, Голландії і Люксембургу.
Попри внутрішні побоювання у провальному завершенні операції, Вальтер фон Браухіч надав доручення генеральному штабу розробити «Директиву Гельб щодо стратегічного розгортання», яку підписав 29 жовтня 1939 року.
План «Гельб» («Жовтий») у своєму першому варіанті (план ОКГ), який так і не було виконано, передбачав, що напрямок головного удару німецьких військ буде проходити по обидва боки Льєжа. Директива закінчувалася розпорядженням групам армій «A» і «B» зосередити свої війська таким чином, щоб вони за шість нічних переходів змогли зайняти вихідні позиції для наступу.
Початок наступу було призначено на 12 листопада 1939 року. 5 листопада Браухіч знову спробував відмовити Гітлера від вторгнення у Францію. Гітлер своєю чергою ще раз підтвердив, що наступ необхідно розпочати не пізніше 12 листопада. Однак 7 листопада наказ було скасовано через несприятливі погодні умови. Пізніше початок операції буде відкладено ще 29 разів.
10 січня 1940 року Гітлер призначив остаточну дату наступу — 17 січня. Але в той самий день, коли Гітлер ухвалив це рішення, стався вельми загадковий випадок: літак із німецьким офіцером, що перевозив секретні документи, «помилково» приземлився на території Бельгії і план «Гельб» потрапив до рук бельгійців.
Німці змушені були змінити план операції. Нову редакцію надав начальник штабу групи армій «A» під командуванням Рундштедта Еріх фон Манштейн. Манштейн дійшов висновку, що доцільніше завдати головного удару через Арденни у напрямку Седана, чого союзники аж ніяк не очікували. Основною ідеєю плану Манштейна було «заманювання». Манштейн не сумнівався, що союзники обов'язково відреагують на вторгнення до Бельгії. Але, розгортаючи там свої війська, вони втратять вільний резерв (принаймні на кілька днів), повністю завантажать шляхи і, головне, послаблять «ковзанням на північ» оперативну ділянку Дінан — Седан.

## Окупація Данії і Норвегії

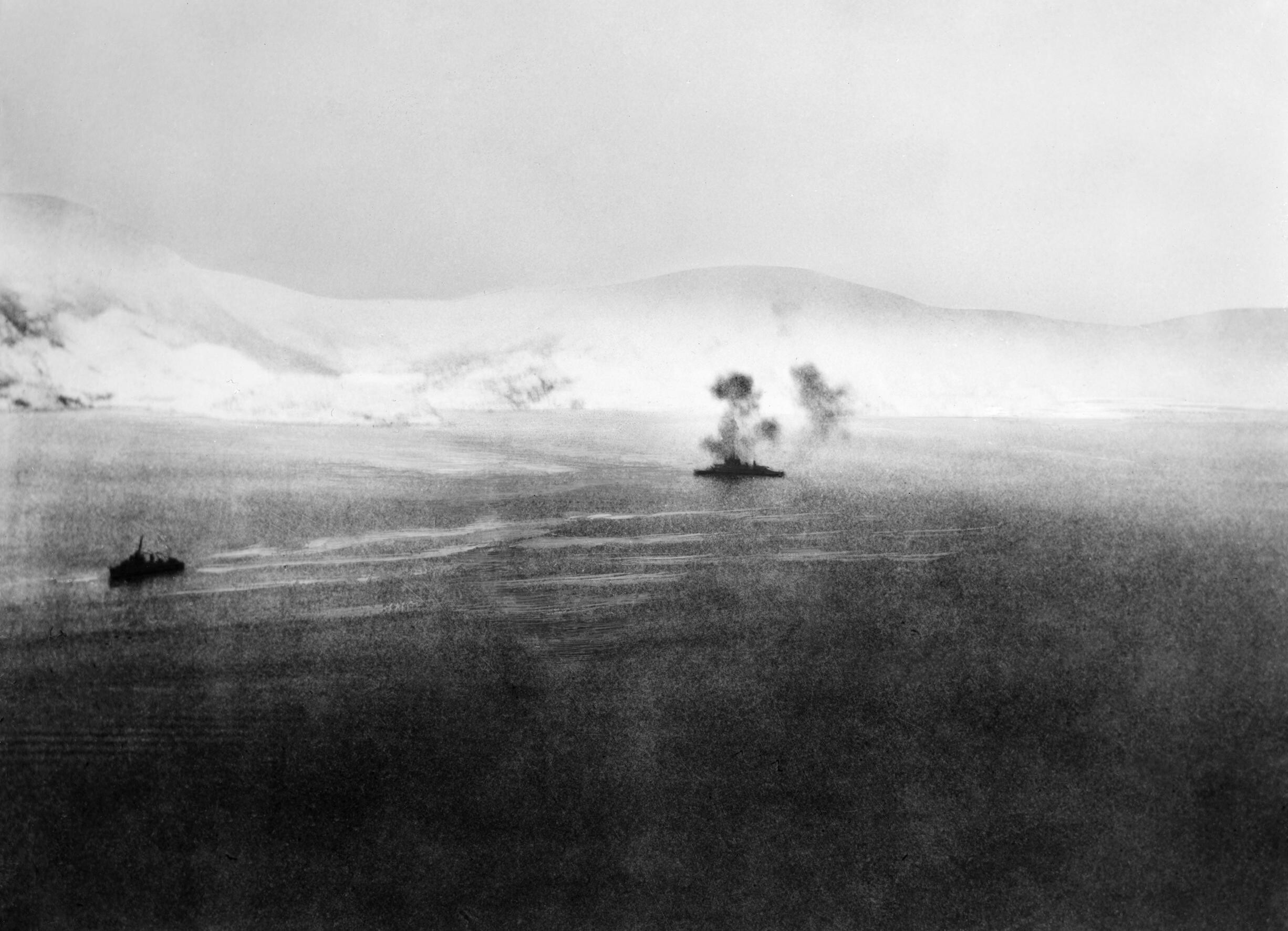
Морський бій біля берегів Норвегії. 10 квітня 1940 року

Плануючи вторгнення до Франції, німецький генеральний штаб турбувався, що в цьому випадку англо-французькі війська можуть захопити Данію та Норвегію. 10 жовтня 1939 року головнокомандувач військово-морськими силами грос-адмірал Редер вперше вказав Гітлерові на значення Норвегії у війні на морі. Скандинавія була гарним плацдармом для атаки на Німеччину. Окупація Норвегії Великою Британією і Францією для Німеччини означала б фактичну блокаду військово-морського флоту.

14 грудня 1939 року Гітлером було видано наказ щодо підготовки операції у Норвегії. 1 березня 1940 року видано особливу директиву. У пункті 1-му директиви зазначалося: 
«Розвиток подій у Скандинавії вимагає здійснити всі приготування до того, щоб частиною збройних сил окупувати Данію і Норвегію. Це повинно перешкодити англійцям закріпитись у Скандинавії і на Балтійському морі, забезпечити нашу базу руди у Швеції та розширити для військово-морського флоту і авіації вихідні позиції проти Англії»
7 березня 1940 року Гітлер ухвалив остаточний план операції «Везерюбунг».
Вранці 9 квітня 1940 року німецькі посли в Осло і Копенгагені вручили урядам Норвегії і Данії однакові за змістом ноти, у яких збройний наступ Німеччини було обґрунтовано вимушеною необхідністю захистити обидві нейтральні країни від нібито можливого найближчим часом нападу англійців і французів. Метою німецького уряду, проголошувалося в ноті, є мирна окупація обох країн.
Данія підкорилася вимозі Німеччини майже без опору.
Інша ситуація склалася з Норвегією. У Норвегії німці 9-10 квітня захопили головні норвезькі порти: Осло, Тронгейм, Берген, Нарвік. 14 квітня англо-французький десант висадився під Нарвіком, 16 квітня — у Намсусі, 17 квітня — в Ондальснесі. 19 квітня союзники розгорнули наступ на Тронгейм, але зазнали поразки і на початку травня змушені були вивести свої війська з центральної Норвегії. Після низки боїв за Нарвік союзники на початку червня евакуюються з північної частини країни. Пізніше, 10 червня 1940 року, капітулюють останні частини норвезької армії. Норвегія опинилася під управлінням німецької окупаційної адміністрації.

## Завершення «Дивної війни»
Період так званої «дивної війни» закінчився 10 травня 1940 року. Саме цього дня німецькі війська згідно з планом «Гельб» почали широкомасштабні наступальні дії на територію нейтральних Бельгії, Голландії та Люксембургу. Потім через територію Бельгії, обійшовши лінію Мажино з півночі, німецькі війська захопили майже всю Францію. Рештки англо-французької армії були витіснені у район Дюнкерка, де вони евакуювалися до Великої Британії. Франція змушена була підписати ганебну капітуляцію у знаменитому з 1918 року вагончику у Комп'єні.
Після падіння Франції німці захопили документи французького верховного командування і частково опублікували їх. Це був сенсаційний матеріал, який показував, що період «дивної війни» використовувався союзниками як стратегічна пауза. Документи свідчили, що протягом зими союзне командування обмірковувало плани різноманітних наступальних операцій: план удару по Німеччині через Норвегію, Швецію і Фінляндію; план удару по Рурському басейні через Бельгію; план удару по Німеччині через Грецію і Балкани; план удару по нафтоносних районах СРСР на Кавказі з метою відрізати Німеччину від джерел постачання нафтою.

### Російською мовою
- Лиддел Гарт Б.Г. (1999). Вторая мировая война. М.: АСТ, СПб.: Terra Fantastica.  [Архівовано 21 березня 2012 у Wayback Machine.]
- Типпельскирх К. (1999). История Второй мировой войны. СПб.:Полигон; М.:АСТ.  [Архівовано 27 травня 2015 у Wayback Machine.]
- История второй мировой войны. 1939-1945. М.: Воениздат.  [Архівовано 19 серпня 2012 у Wayback Machine.]
- Кимхе Д. (1971). Несостоявшаяся битва. М.: Воениздат.  [Архівовано 13 березня 2008 у Wayback Machine.]
- Ширер, Уильям. Взлет и падение Третьего рейха.  [Архівовано 8 липня 2014 у Wayback Machine.]
- Патянин С. В. (2004). «Везерюбунг»: Норвежская кампания 1940 г.  [Архівовано 24 грудня 2011 у Wayback Machine.]

### Англійською мовою
- Shachtman, Tom (2001). The Phony War, 1939-1940. ISBN 0-595-16072-7.
- Smart, Nick (2003). British Strategy and Politics during the Phony War: Before the Balloon Went Up (Studies in Military History and International Affairs). Praeger Publishers.
- Sartre, Jean-Paul (1999). War Diaries: Notebooks from a Phony War, 1939-40. Verso; New Ed edition. ISBN 1-85984-238-0.
- Anne Matthews, Nancy Caldwell Sorel, Roger J. Spiller (1995). Reporting World War II Vol. 1: American Journalism 1938-1944 (Library of America). Library of America. ISBN 1-883011-04-3.
- Higgs, Robert (2006). Depression, War, and Cold War: Studies in Political Economy. Oxford University Press, USA. ISBN 0-19-518292-8.
- Alexander, Bevin (2001). How Hitler Could Have Won World War II: The Fatal Errors That Led to Nazi Defeat. Three Rivers Press. ISBN 0-609-80844-3.

### Французькою мовою
- Sartre, Jean-Paul (1995). Carnets de la drôle de guerre nov.1939-mars 1940. Gallimard. ISBN 2-07-073780-2.